# 二高-γ-亚麻酸
二高-γ-亚麻酸（缩写DGLA，也称为：顺式-8,11,14-二十碳三烯酸，cis,cis,cis-8,11,14-Eicosatrienoic acid）是一种ω-6脂肪酸。二高-γ-亚麻酸可简写为 20:3 (ω−6)，其中20指有20个碳的羧酸，3指有三个顺式的碳碳双键，ω−6指第一个双键距离末端有6个碳原子。和简写为 18:3 (ω−6)的γ-亚麻酸相比，二高-γ-亚麻酸多了两个碳原子，因而得名“二高”（Di-homo-）。